# Shi Chengsheng
Shi Chengsheng (chiń. 石承勝; ur. 4 marca 1967) – chiński judoka. Olimpijczyk z Barcelony 1992, gdzie zajął dziewiąte miejsce w kategorii 71 kg.
Odpadł w 1/8 na mistrzostwach świata w 1991 roku.

## Letnie Igrzyska Olimpijskie 1992
| Konkurencja | Eliminacje                    | Eliminacje            | Eliminacje             | Repasaże            | Repasaże              | Klas. końcowa |
| Konkurencja | 1/32                          | 1/16                  | 1/8                    | Przeciwnik I        | Przeciwnik II         | Miejsce       |
| ----------- | ----------------------------- | --------------------- | ---------------------- | ------------------- | --------------------- | ------------- |
| waga lekka  | Luc Rasoanaivo-Razafy (MAD) Z | Rui Domingues (POR) Z | Toshihiko Koga (JPN) P | Juan Vargas (ESA) Z | Wiesław Błach (POL) P | IX            |